# Tenjonagara (Cigalontang)
Tenjonagara is een bestuurslaag in het regentschap Tasikmalaya van de provincie West-Java, Indonesië. Tenjonagara telt 5663 inwoners (volkstelling 2010).